# Einfamilienhaus Weinbergstraße 46
Das 1934 errichtete Einfamilienhaus Weinbergstraße 46 steht im Stadtteil Oberlößnitz der sächsischen Stadt Radebeul in Sachsen, inmitten der Historischen Weinberglandschaft Radebeul.

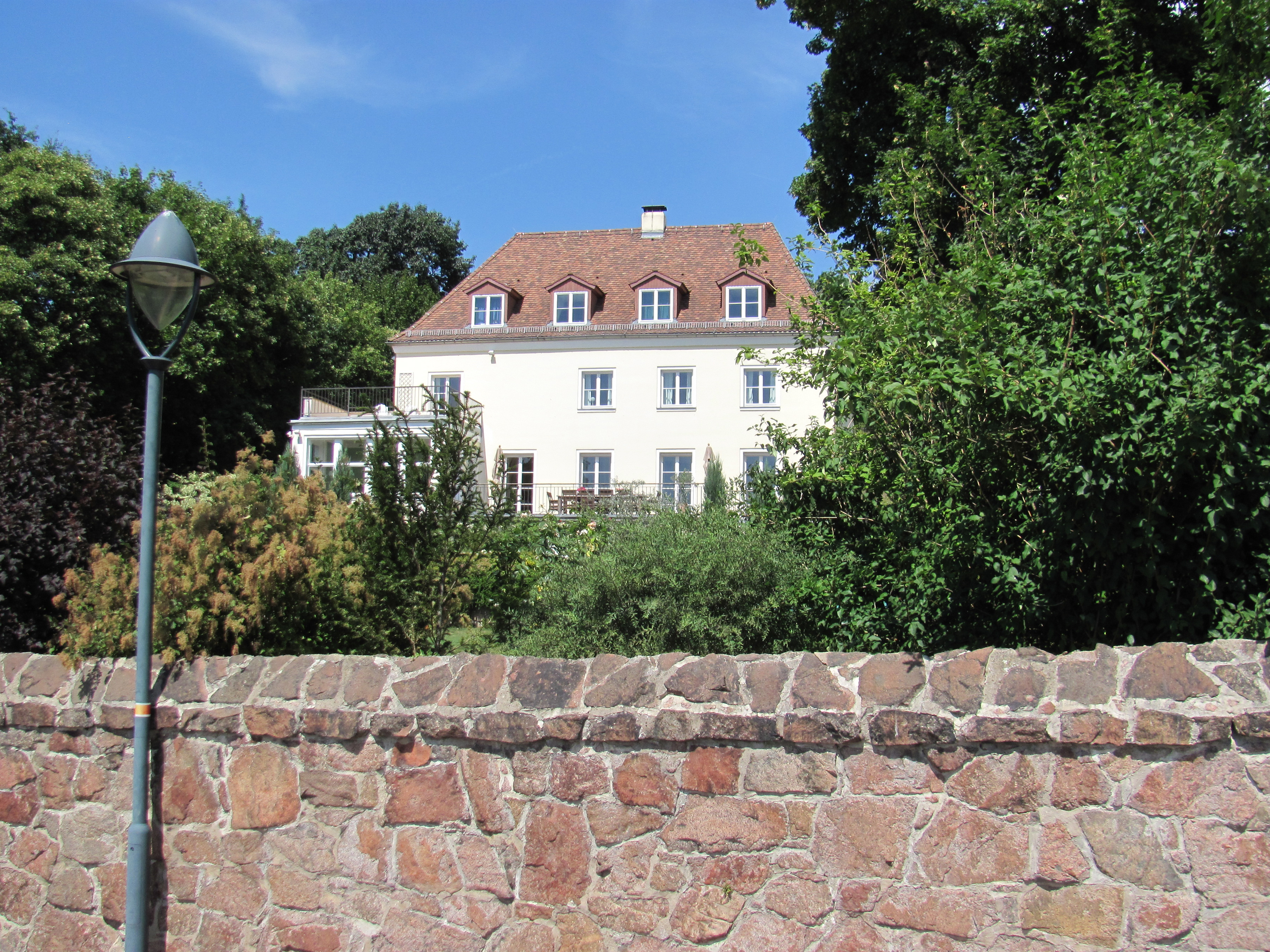
Einfamilienhaus Weinbergstraße 46

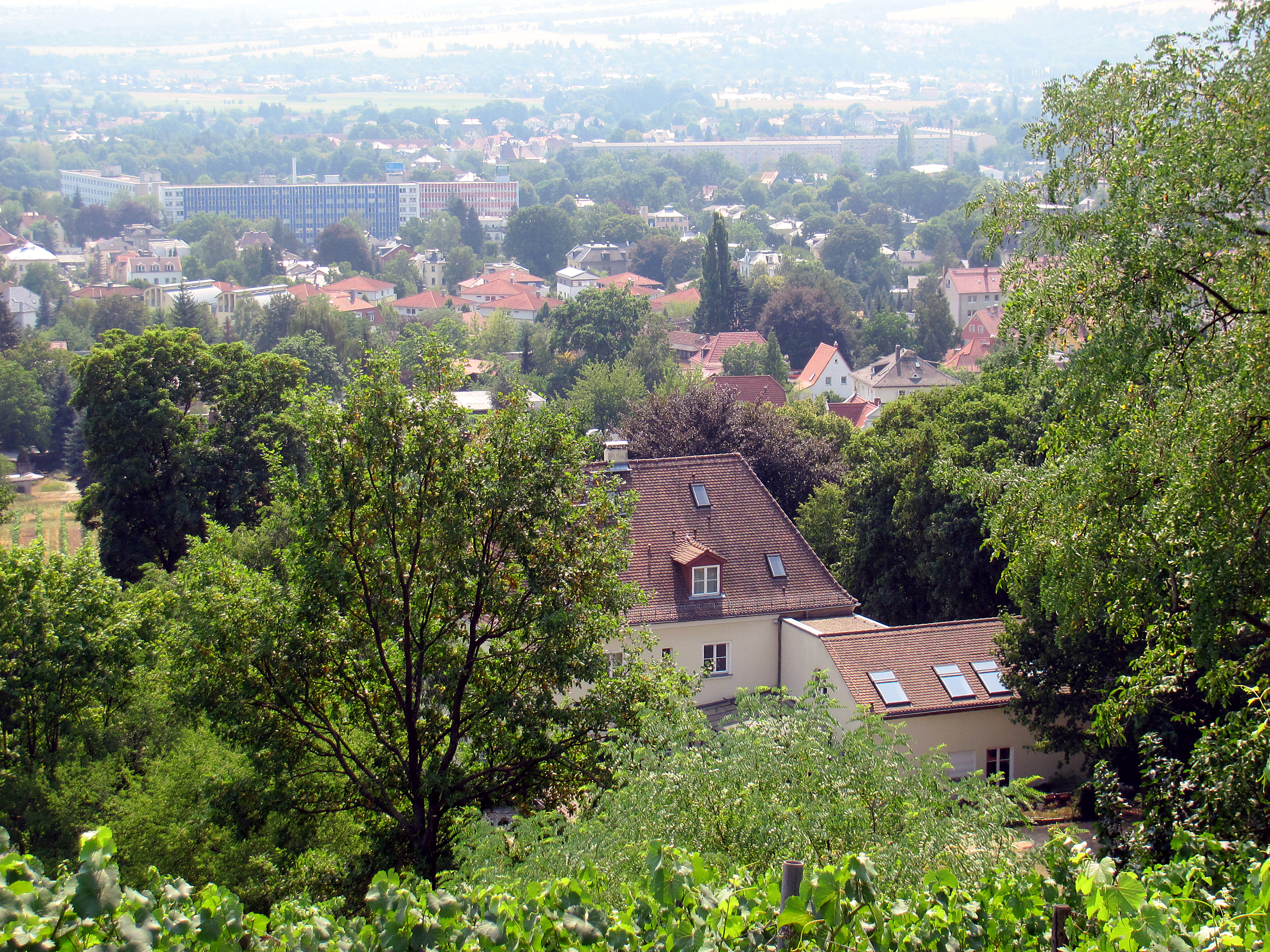
Bergseite der Weinbergstraße 46, rechts der Anbau

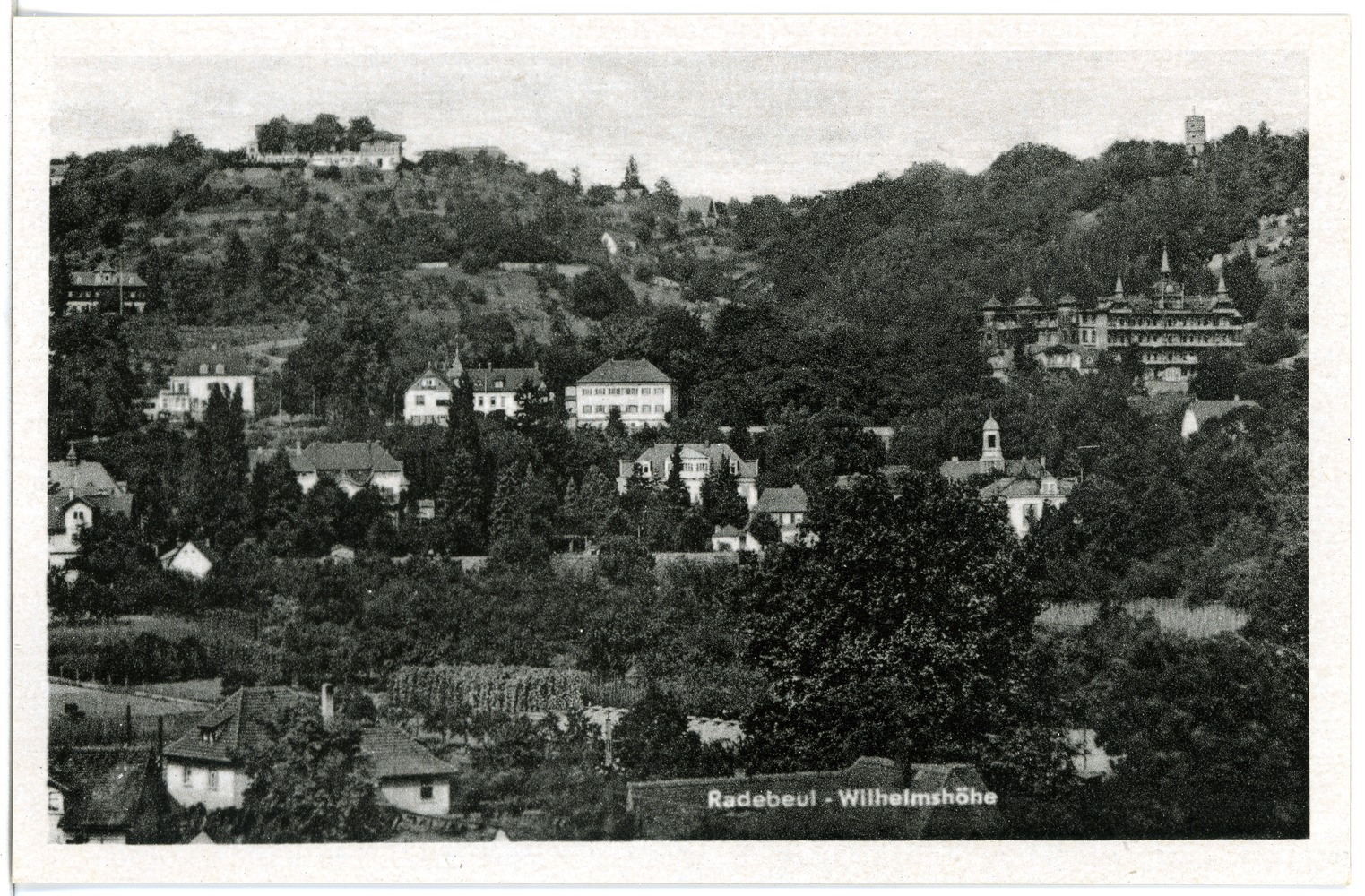
Weinbergstraße 46 (links, 1942) im Umfeld zahlreicher heutiger Kulturdenkmale

## Beschreibung
Die mitsamt Einfriedungsmauer unter Denkmalschutz stehende Villa in der Weinbergstraße entwarf „wohl“ der Architekt Alfred Tischer, zum Vergleich dient Tischers Haus Eduard-Bilz-Straße 54 „im versachlichten Heimatstil“. Das „großzügige Einfamilienhaus“ steht rechts als viertes in einem schachbrettartigen Ensemble von vier freistehenden Häusern (Weinbergstraße 38, Villa Oswald Haenel, Villa Friedenshain, Weinbergstraße 46) am Fuß des ehemaligen Weinbergsgrundstücks unterhalb des Hauses in der Sonne (Weinbergstraße 44). Das erste und dritte Haus stehen direkt an der Straße mit dem Garten dahinter, während das zweite und vierte einen großzügigen Garten nach Süden zur Straße hin vorweisen. Das gesamte Areal sind Teilflächen des Weinbergs Hermannsberg des weiter westlich liegenden Weinguts Haus Hermannsberg.
Der zweigeschossige Putzbau auf einem Kalksteinsockel zeigt mit seiner leicht unregelmäßigen, fünfachsigen Längsseite zur Straße hin. Die Fenster dieser Achsen sitzen in vertieften Putzfaschen, während die Sohlbänke aus der Putzfläche heraustreten. Obenauf sitzt ein biberschwanzgedecktes, hohes Walmdach, dessen Mächtigkeit die Kubatur historischer Lößnitz-Weinbergshäuser zitiert. In der zur Straße zeigenden Dachfläche stehen vier Sattelgauben. Vor dem Haus liegt eine breite Terrasse, wegen des abfallenden Geländes auf einer Substruktion. Vor der linken Gebäudekante der Straßenansicht steht eine massive, um die Kante herumgreifende Veranda mit Austritt obenauf.
Auf der Rückseite des Hauses zum Berg hin und nach Westen verschoben steht ein eingeschossiger Anbau mit Satteldach.
Die Einfriedung an der Straße ist eine der ortsüblichen Syenit-Bruchsteinmauern.